# Riu Putumayo

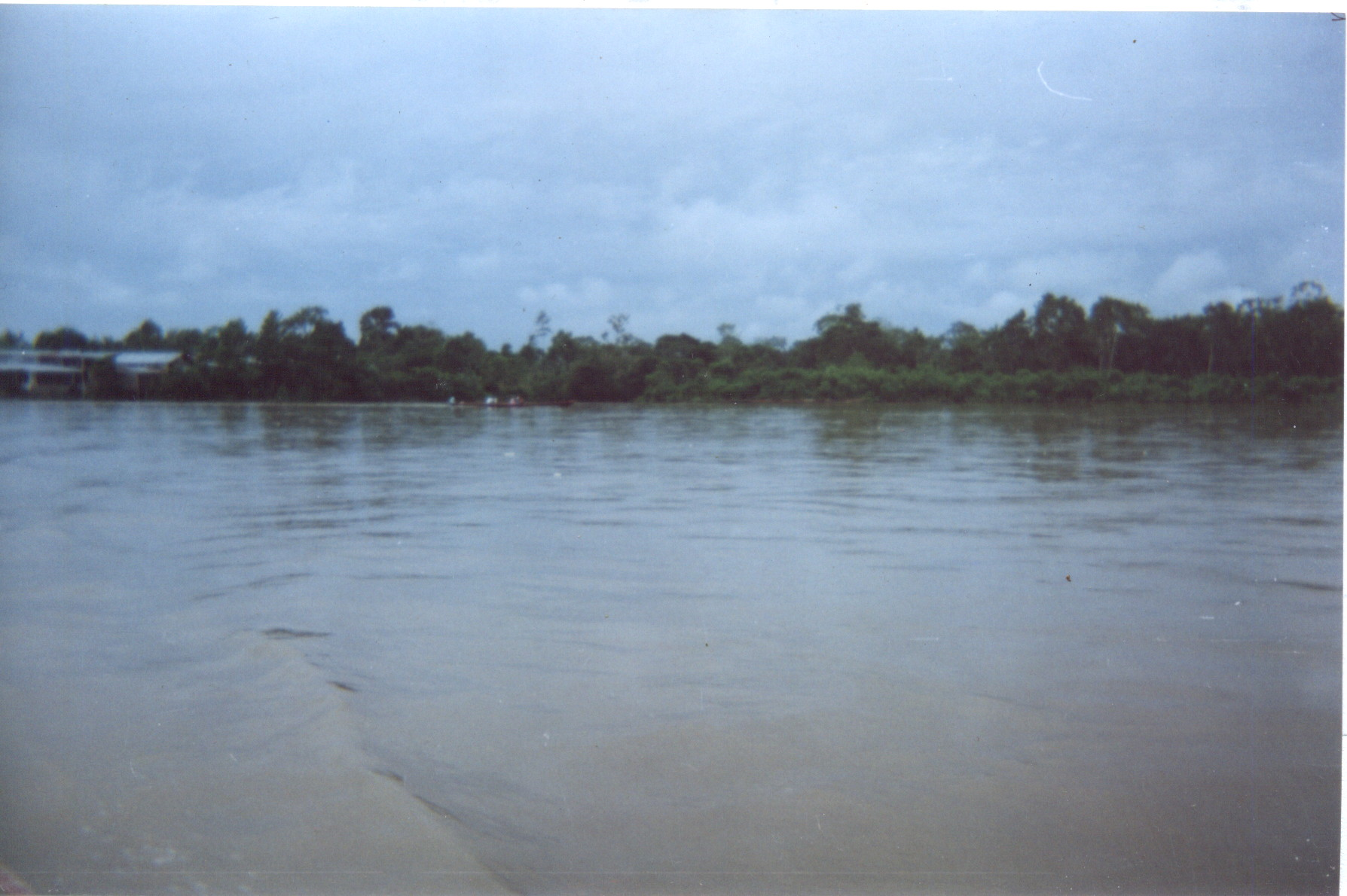
Putumayo a Puerto Asis

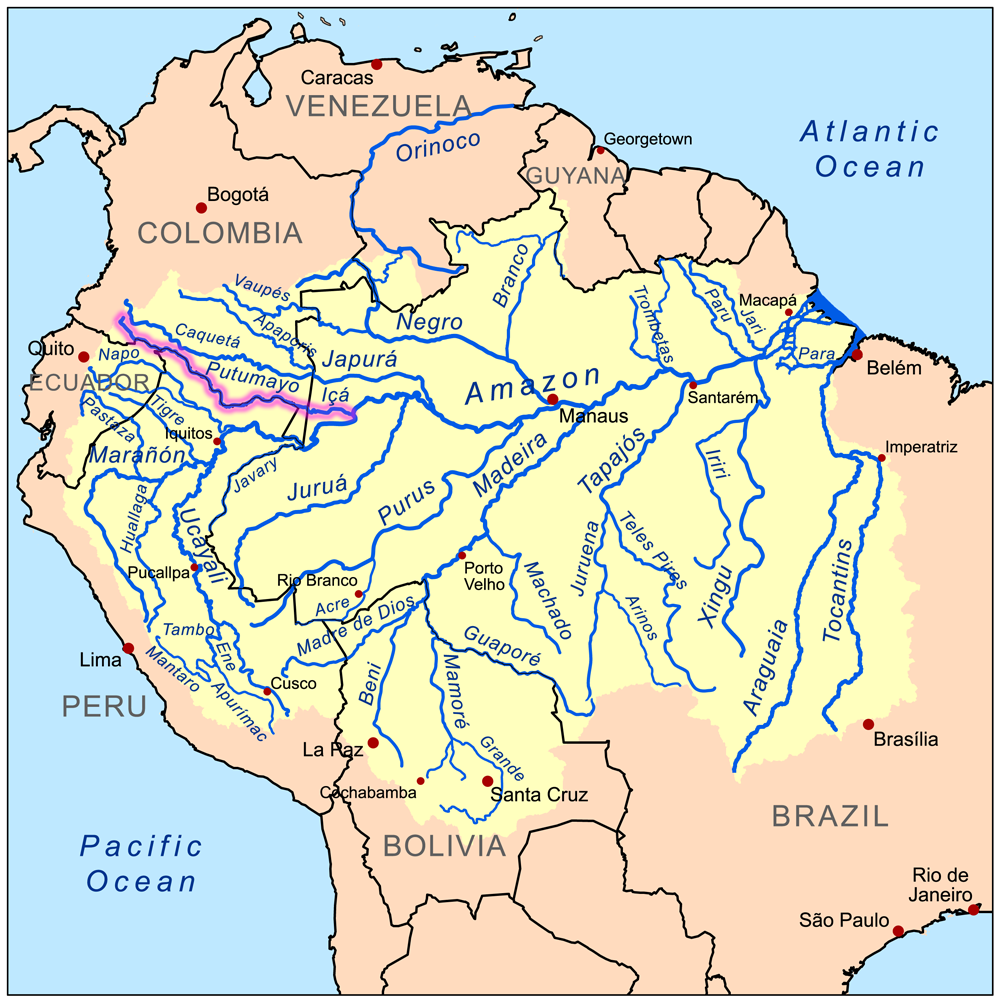
Mapa de la conca del riu Amazones amb el riu Putumayo ressaltat

El riu Içá o Putumayo (del quítxua: putu:recipient i mayu:riu) és un dels afluents del riu Amazones a l'oest o paral·lel del riu Yapura. Forma part de la frontera de Colòmbia amb l'Equador, com també amb gran part de la frontera amb el Perú. Es coneix sota el nom de riu Putumayo en aquests estats i passa a dir-se riu Içá al Brasil.
Neix als Andes de Colòmbia a la localitat de San Francisco. Fa 1.813 km de llargada i el seu cabal mitjà és de 7.000 m³/s.
És navegable en la major part del seu recorregut i una ruta de transport principal. A les seves ribes s'hi exploten els ramats bovins i el cautxú i el balatá (una substància similar a la gutaperxa), que s'envia a Manaus.

## Geografia

### Curs superior i mitjà
El Putumayo té el seu origen als Andes Colòmbians, a la regió del Massís Colombià, en territori del municipi de San Francisco, a uns 80 km a l'est de la ciutat de Sant Juan de Pasto. Aquesta regió, on també neix el riu Caquetá, és la regió més humida de la conca de l'Amazones. El riu Putumayo es dirigeix cap al sud-est, abandonant aviat la muntanya andina i arribant a la localitat colombiana de Puerto Asis (que comptava amb 88.000 hab. l'any 2010). A només 120 km de la seva font, ja és navegable i aconsegueix un cabal de 470 m³/s amb només una conca de 2900 km², és a dir un rècord de cabal de 160 l/s per km². A prop de Puerto Asís rep pel seu marge dret al riu Guamuez (o Guamués) provinent de la llacuna de la Cocha, un afluent molt similar al Putumayo que duplica el cabal. Uns 120 km aigües avall rep, també pel seu marge dret, al seu segon gran afluent, el riu San Miguel, també molt cabalós, prop de Puerto Ospina. En aquest tram el Putumayo porta ja tanta aigua com el riu Roine. Entre les confluències del Guamuez i del San Miguel, en concret a partir de la confluència amb la trencada Cehembí, comença un tram de 1500 km en què el Putumayo formarà la frontera sud de Colòmbia, primer amb l'Equador i després amb el Perú. En aquest tram passa per les localitats de La Nueva Apaya, Güeppí (on rep a l'homònim riu Güeppí, que marca la Frontera entre el Perú i l'Equador), Port Leguízamo (on rep al Caucayá), Puerto Alegría, Puerto Arturo, El Encanto (on rep al cara Paraná), Puerto Belen, Flor de agosto, Puerto Tumaco, Pucauro (on rep al Cotó), Puerto Arica (on rep al Igara Paraná, de 440 km, el més llarg dels seus afluents), Puerto Pipa i Yaguas (on rep a l'homònim riu Yaguas). Finalitza el tram fronterer i el riu s'interna novament a Colòmbia durant un curt tram, en el qual tanca pel nord la part de territori colombià anomenada «Trapezi amazònic» i arriba a la petita ciutat de Tarapacá (3950 hab. l'any 2010), ja pròxima a la frontera amb Brasil.
El marge esquerre, que correspon a la banda colombiana, es caracteritza per ser més elevat que el marge dret i per aquesta circumstància es troba en aquest tram la densitat més gran de població, apreciant igualment grans extensions cobertes de pastures destinades a la ramaderia.

### Curs inferior
Ja al Brasil i fins a la desembocadura, el Putumayo porta el nom de riu Içá durant uns 320 km, un curs en el qual es desvia molt poc d'una direcció est-sud-est. La seva conca, estreta i allargada, s'intercala entre les conques del riu Caquetá (o Japurá) al nord i el riu Napo, i després l'Amazones-Solimões, al sud. Rep nombrosos afluents per ambdós marges, però l'estretor de la conca obliga que la majoria d'ells segueixin un camí paral·lel al seu.
Passa per les petites localitats d'Espirito Santo, Uniao i Cuiabá i acaba desaiguant pel marge esquerra i amb una amplada de 700 m i a una altitud de 55 m, en el riu Solimões a l'altura de la població de Sant Antônio do Içá (que comptava amb 24.487 hab. l'any 2010.

### Principals afluents
Els principals afluents del Putumayo, en direcció aigües avall, són:
En el tram colombià:
* Riu Guamuez, d'una longitud de 140 km, amb una conca de 4.772 km² i un cabal de 500 m³/s;
* Trencada Cehembí;
En el tram de límit entre Colòmbia i l'Equador:
* Riu Güepí, de 110 km, amb 4.435 km² i 240 m³/s.
* Riu San Miguel, per la dreta, de 240 km, amb 6.404 km² i 630 m³/s;
En el tram de límit entre Colòmbia i el Perú:
* Riu Yavineto, per l'esquerra;
* Riu Campuya, per la dreta;
* Riu Cara Paraná, per l'esquerra, de 260 km, amb 8.027 km² i 500 m³/s;
* Riu Cotó, per la dreta, de 230 km, amb 3.307 km² i 160 m³/s;
* Riu Igara Paraná, per l'esquerra, de 440 km, amb 12.945 km² i 810 m³/s;
* Riu Yaguas, per la dreta, de 330 km, amb 10.863 km² i 410 m³/s;
En el tram brasiler:
* Riu Cotuhe, per la dreta;
* Riu pureté o pureta, per la dreta, arribant del Perú.